# Eduardo Notari
Eduardo Notari (Napoli, 1º gennaio 1903 – Brescello, 2 aprile 1986) è stato un attore italiano, attivo al cinema tra il 1912 e il 1930, come attore bambino e quindi come giovane attore, aiuto sceneggiatore e regista.

## Biografia
Figlio d'arte, Eduardo Notari nasce a Napoli nel 1903, primogenito di Nicola Notari e Elvira Notari. Il padre e la madre costituiscono una coppia di precursori tra i più importanti del cinema muto italiano, fondatori nel 1909 a Napoli della Casa produttrice Dora Film. Nella produzione dei film i ruoli sono ben distinti: Nicola si occupa della parte tecnica, Elvira della sceneggiatura e della regia, Eduardo fin da bambino ne è di regola tra gli interpreti principali.
Sotto la direzione della madre, Eduardo diviene così dal 1912 uno dei primi e più attivi attori bambini italiani. Il piccolo interpreta il personaggio di Gennariello, il primo scugnizzo napoletano del cinema italiano. Come autrice delle sceneggiature, Elvira Notari si distingue per la forte impronta realistica con la quale descrive la vita dei bassifondi napoletani. Guardati spesso con sufficienza dalla critica, i film dei Notari hanno un enorme successo commerciale nelle città del Sud Italia ed in America tra gli immigranti italiani.
Il personaggio di Gennariello cresce con la crescita di Eduardo, fino a diventare un giovane negli anni venti. Con il passare degli anni Eduardo è sempre più coinvolto con i genitori nella produzione dei film, collaborando con la madre dal 1920 alla sceneggiatura e regia dei film, proseguendo nella tradizione della sceneggiata napoletana. La Dora Film tuttavia non è attrezzata a competere con le nuove esigenze del cinema sonoro e il fascismo scoraggia le produzioni dialettali in nome della cultura nazionale. Nel 1930 la compagnia chiude i battenti e cessa così anche la carriera di attore di Eduardo.

## Filmografia
Di tutta la produzione dei Notari oggi restano solo tre film conservati nella Cineteca nazionale di Roma: È piccerella (1922), ‘A santanotte (1922), Fantasia ‘e surdate (1927).
- La figlia del Vesuvio, regia di Elvira Notari (1912)
- Il tricolore, regia di Elvira Notari (1913)
- I nomadi, regia di Elvira Notari (1913)
- Ritorna all'onda, regia di Elvira Notari (1914)
- Addio mia bella addio... l'armata se ne va..., regia di Elvira Notari (1915)
- Sempre avanti, Savoia, regia di Elvira Notari (1915)
- Gloria ai caduti, regia di Elvira Notari (1916)
- Carmela, la sartina di Montesanto, regia di Elvira Notari (1916)
- Ciccio, il pizzaiuolo del Carmine, regia di Elvira Notari (1916)
- Il nano rosso, regia di Elvira Notari (1917, dall'omonimo romanzo di Carolina Invernizio)
- Mandolinata a mare, regia di Elvira Notari (1917)
- La maschera del vizio, regia di Elvira Notari (1917)
- Barcaiuolo d'Amalfi, regia di Elvira Notari (1917)
- Pusilleco addiruso, regia di Elvira Notari (1918)
- Gnesella, regia di Elvira Notari (1918)
- Chiarina la modista, regia di Elvira Notari (1919)
- Gabriele il lampionaio di porto, regia di Elvira Notari (1919)
- Medea di Porta Medina (1918, dall'omonimo romanzo di Francesco Mastriani)
- A Piedigrotta, regia di Elvira Notari (1920)
- 'A Legge, regia di Elvira Notari (1920)
- 'A mala nova, regia di Elvira Notari e Eduardo Notari (1920)
- Gennariello il poliziotto, regia di Elvira Notari (1920)
- Luciella, regia di Elvira Notari (1921)
- Gennariello, il figlio del galeotto, regia di Elvira Notari (1921)
- Il miracolo della Madonna di Pompei, regia di Elvira Notari (1922)
- È piccerella, regia di Elvira Notari (1922)
- 'A santanotte, regia di Elvira Notari (1922)
- Sotto San Francisco, regia di Elvira Notari (1923)
- 'O cuppè d' 'a morte, regia di Elvira Notari (1923)
- Cor' e frate, regia di Elvira Notari (1923)
- A Marechiare 'nce sta 'na fenesta, regia di Elvira Notari (1924)
- Così piange Pierrot, regia di Elvira Notari e Eduardo Notari (1924)
- 'Nfama!, regia di Elvira Notari (1924)
- Mettite ll'avvocato, regia di Elvira Notari (1924)
- Fantasia 'e surdate, regia di Elvira Notari (1927)
- L'Italia s'è desta, regia di Elvira Notari (1927)
- Napoli terra d'amore, regia di Elvira Notari (1928)
- Napoli sirena della canzone, regia di Elvira Notari (1929)
- Trionfo cristiano, regia di Elvira Notari (1930)